# Will Vesper
Pour les articles homonymes, voir Vesper.
Will Vesper, né à Barmen (qui fait aujourd'hui partie de la ville de Wuppertal), le 11 octobre 1882 et mort au domaine Triangel, dans le village homonyme, commune de Sassenburg, près de Gifhorn, le 11 mars 1962, est un écrivain, directeur de revue et critique littéraire allemand. 
Tant par ses œuvres littéraires (notamment ses odes au Führer) que par ses essais et ses recensions, il se fit le porte-voix de l'idéologie nazie, faisant preuve en particulier d'un nationalisme et d'un antisémitisme exacerbés. 

## Biographie
Issu d'une famille paysanne protestante, il fit des études de philologie germanique et d'histoire à l'université de Munich, puis à partir de 1906 travailla comme conseiller littéraire et traducteur à la maison d'édition C. H. Beck. Après un séjour à Florence entre 1913 et 1914, il combattit dans la Première Guerre mondiale de 1915 à 1918, d'abord comme soldat d'infanterie, ensuite, vers la fin de la guerre, comme collaborateur scientifique au quartier-général de l'armée.
Il assuma pendant deux ans, entre 1918 et 1920, la fonction de directeur de la section culturelle du quotidien Deutsche Allgemeine Zeitung, pour devenir ensuite, de 1923 à 1943, l'éditeur de la revue Die schöne Literatur (litt. la Belle Littérature, titre changé plus tard en Die Neue Literatur, la Nouvelle Littérature), qui allait s'imposer comme la principale revue littéraire nazie. Dans le même temps, il publia ses propres romans, récits et poèmes ; dans ces œuvres, qui avaient pour principal sujet le passé historique de l'Allemagne, et plus particulièrement les premiers temps de la civilisation germanique, s'expriment des conceptions nationalistes exacerbées, ce qui, ajouté à sa glorification de la maternité, de la guerre et de l'attachement à la glèbe, le désigna tout naturellement comme porte-drapeau et interprète de l'idéologie nazie. Son œuvre la plus connue, Das harte Geschlecht (trad. approx. l'Âpre Lignage), traitant de la christianisation de l'Islande, parut en 1931 et fut encensé par le Völkischer Beobachter en mai 1933 comme « roman nordique gorgé de sang (blutsatt durchtränkter Nordlandroman) ». Les éditions Bertelsmann surent s'attacher Vesper comme auteur dès le début des années 1930.
En 1931, Vesper, qui selon la formule de Thomas Mann avait « depuis toujours été un des pires bouffons nationalistes », adhéra au NSDAP d'Adolf Hitler. Après la prise de pouvoir de celui-ci, et une fois que l'on eut en 1933 exclu de la section Poésie de l'Académie prussienne des Arts une série d'écrivains honnis, tels que Thomas Mann, Leonhard Frank et Alfred Döblin, Vesper put faire son entrée, en compagnie de Hans Friedrich Blunck, Hans Carossa, Hans Grimm et quelques autres, dans l'Académie des Poètes. Lors de l'autodafé de livres le 10 mai 1933 à Dresde, c'est par Vesper que fut prononcé le discours d'apparat. Il fit également partie des 88 écrivains qui, en octobre 1933, mirent leur signature au bas d'un solennel serment de fidélité indéfectible à Adolf Hitler.
Par la voie de sa revue littéraire Die Neue Literatur, Vesper s'autorisait à exercer une sorte de censure privée a posteriori, en exposant écrivains et éditeurs, lorsque ceux-ci n'étaient pas conformes à ses conceptions personnelles, à de véritables campagnes de diffamation. En février 1937 parut de sa main un pamphlet, empreint d'idées racistes nazies, dans lequel Vesper vitupérait contre les éditeurs « juifs » : « Quand une jeune fille allemande a une liaison avec un juif, tous deux sont condamnés, à juste titre, pour souillure raciale (Rassenschande). Quand un écrivain allemand et un libraire allemand entretiennent des rapports avec des éditeurs juifs, n'est-ce pas là une souillure raciale bien plus grave encore, et plus dangereuse ? ».
Cependant, Vesper n'hésitant pas à attaquer aussi la politique officielle en matière d'écrits et de littérature, il vit ses soutiens s'amenuiser de plus en plus, de sorte qu'il finit en 1936 par se démettre de ses fonctions pour se retirer dans le domaine campagnard appartenant à sa femme Rose Vesper (veuve Rimpau) dans le village de Triangel près de Gifhorn, à la lisière sud de la lande de Lunebourg. Il y fut actif comme agriculteur, mais continua cependant d'éditer sa revue littéraire jusqu'en 1943.
Dans l'après-guerre, Vesper travailla à nouveau comme éditeur chez Bertelsmann. Il continua par ailleurs à s'engager dans les milieux de droite, notamment en prononçant des conférences lors de réunions littéraires au domicile de Hans Grimm à Lippoldsberg ainsi que sur le domaine de son épouse à Triangel. Dans le parc dudit domaine, il donnait ordre de tirer sur les chats, « les juifs parmi les animaux ». Il mourut le 11 mars 1962, au corps de logis du domaine. 
Dans la zone d'occupation soviétique, plusieurs de ses ouvrages furent placés sur la liste des livres dont la consultation était réglementée,.
Son fils Bernward Vesper, qui eut à subir, dans les décennies quarante et cinquante, l'éducation autoritaire de ce père nazi non repenti, accéda lui aussi à la notoriété, grâce à un livre singulier et déroutant, le Voyage (titre all. orig. Die Reise), publié à titre posthume en 1977, dans lequel il rend compte e.a. de ses rapports ambigus et contradictoires avec son père.

## Chantre de l'idéologie nazie
Vesper, comme peu d'autres écrivains, se mit tout entier au service de la propagande nazie et, outre ses écrits purement de parti et ses nombreux Führergedichte (odes au Führer), menait des polémiques particulièrement virulentes à l'encontre de collègues écrivains ou éditeurs non agréés par le pouvoir, surtout les exilés. À titre d'exemple, en février 1937, Vesper s'en prend violemment à « la maison d'édition du Dr Rolf Passer (ci-devant Epstein), qui édite les ouvrages des pires détesteurs d'Allemands, comme Urzidil et le malfaisant falsificateur d'histoire Tschuppik, et fait passer en contrebande en Allemagne des ouvrages pleins de fange et de turpitude, tel que ce livre, sorti il y a peu, apparemment traduit de l'américain, les Asiatiques, de Frederic Prokosch, à l'égard de qui on ne commettrait assurément aucune injustice si on le prenait pour un juif. En tous cas, son Roman d'un voyage est juif, nihiliste et plein de bavardage désintégrant – une arnaque spirituelle de bazar, à l'intention d'intellectuels stupides, mais dont émane un désabusement et une volonté calomnieuse diaboliques. (...) »
Un autre échantillon de sa virulence antisémite est la citation suivante : 
« Cependant, il ne suffit nullement que l'on se saisisse de quelques-uns de ces rats et qu'on les fiche dehors. Il y a lieu de trouver le moyen de protéger absolument le peuple allemand contre l'insidieuse sournoiserie de toutes les maisons d'édition juives du monde. Les livres issus de maisons d'édition juives doivent être signalés comme tels dans les librairies allemandes. Si l'on n'est pas en mesure de s'emparer des éditeurs au-dehors, c'est alors aux libraires allemands eux-mêmes à trouver une façon de rendre spécifiquement reconnaissables les livres provenant de maisons d'édition juives. La liste des éditeurs juifs, qu'ils le soient ouvertement ou subrepticement, peut être communiquée à tout moment. Les livres de ces maisons d'éditions devront alors être porteurs d'une estampille claire, par exemple l'étoile de David. Nous ne réclamons rien autre chose que la clarté. Qui donc pourrait y être opposé, ou s'en plaindre, dès lors qu'il pourra se dispenser désormais de dissimuler des choses ignobles et nocives dans l'obscurité ? »
Auparavant, en 1935, Vesper avait tenté, de sa propre initiative, d'inciter les auteurs publiant à la maison d'édition autrichienne Paul Zsolnay mais se reconnaissant dans les idées nationales à quitter cet éditeur, au motif que ce serait une maison d'édition juive.

## Œuvres

### Romans, récits et contes
- Der Segen, 1905
- Tristan und Isolde (adaptation), 1911
- Parzifal (adaptation), 1911
- Martin Luthers Jugendjahre, 1918
- Der Balte, 1919
- Annemarie, 1920
- Traumgewalten, 1920
- Gute Geister, 1921
- Die Nibelungensage (adaptation), 1921
- Daniel Defoe. Leben und Abenteuer des Robinson Crusoe (remaniement), 1922
- Die Gudrunsage (adaptation), 1922
- Fröhliche Märchen (adaptations), 1922
- Porzellan, 1922
- Die Wanderung des Herrn Ulrich von Hutten, 1922
- Die ewige Wiederkehr, 1922
- Der arme Konrad, 1924
- Der Pfeifer von Niclashausen, 1924 (récit autour du prédicateur franconien Hans Böhm)
- Der Bundschuh zu Lehen, 1925
- Jonathan Swift: Lemuel Gullivers vier Reisen (adaptation), 1927
- Der Heilige und der Papst, 1928

- Die Historie von Reinecke dem Fuchs (adaptation), 1928
- Das Mutterbüchlein, 1928
- Tiermärchen aus aller Welt (adaptation), 1928
- Das harte Geschlecht, 1931
- Sam in Schnabelweide, 1931
- Drei Erzählungen, 1933
- Ein Tag aus dem Leben Goethes, 1933
- Der entfesselte Säugling, 1935
- Geschichten von Liebe, Traum und Tod, 1937
- Kämpfer Gottes, 1938
- Im Flug nach Spanien, 1943
- Der unzufriedene Igel, 1943
- Seltsame Flöte, 1958
- Zauber der Heide, 1960
- Letzte Ernte, 1962

### Drames et soties
- Spiele der Liebe, 1913
- Die Liebesmesse, 1913
- Wer? Wen?, 1927
- Eine deutsche Feier, 1936

### Poésie
- Die Liebesmesse und andere Gedichte, 1913
- Vom großen Krieg 1914, 1915
- Der blühende Baum, 1916
- Briefe zweier Liebenden, 1916
- Schön ist der Sommer, 1918
- Das Buch vom lieben Weihnachtsmann, 1920
- Mutter und Kind, 1920
- Des Wiesenmännchen Brautfahrt, 1920
- Inschriften und Gedichte, 1928
- Kranz des Lebens. Gesamtausgabe meiner Gedichte, 1934
- Rufe in die Zeit. Sprüche und Gedichte, 1937
- Das Neue Reich, 1939
- Bild des Führers, 1942
- Dennoch!, 1944
- Kleiner Kranz des Lebens. Auswahl, 1960

### Essais et adaptations
- Friedrich Hölderlin: Hyperion (postface), 1921
- Lob der Armut, 1921
- Die Jugendbibel (édition remaniée), 1927
- Das Recht der Lebenden, 1927
- In den Bergen, auf dem Wasser (introduction), 1928
- Die Weltenuhr, 1932
- Rezension von Heinrich Hauser, Im Kraftfeld von Rüsselsheim, dans Die Neue Literatur, 41, 1940, p. 1681[6]

## Literatur
- Gisela Berglund: Der Kampf um den Leser im Dritten Reich. Die Literaturpolitik der "Neuen Literatur" (Will Vesper) und der "Nationalsozialistischen Monatshefte". Worms: Heintz 1980. (= Deutsches Exil 1933-45; 11)  (ISBN 3-921333-11-3).
- Uwe Day: Hohepriester des Hitlerkults und literarischer Inquisitor. Über Will Vesper. Dans : Griffel. Hanovre. 9. 2000. Pages 61-73.
- Wilhelm Pleyer: Hans Grimm, E. G. Kolbenheyer, Will Vesper. Gedenkrede (discours de commémoration prononcé le 15 juillet 1962 à l'occasion de la journée de poésie de Lippoldsberg). Munich et divers lieux : Bogen-Verl. 1962.
- Alexander Reck (Hrsg.): Briefwechsel Paul Ernst - Will Vesper 1919-1933. Einführung - Edition - Kommentar. Würzburg: Königshausen und Neumann. 2003.  (ISBN 3-8260-2427-3).
- Bernward Vesper: Die Reise. Romanessay. Frankfurt am Main: März bei Zweitausendeins. 1977.
- Böckelmann/Fischler: Bertelsmann. Hinter der Fassade des Medienimperiums. Frankfurt/M. 2004, Eichborn,  (ISBN 3-8218-5551-7), S. 66, 84f., 92, 110.